# Yuli Verdugo
Yuli Verdugo, née le 29 juin 1997 en Basse-Californie du Sud, est une coureuse cycliste mexicaine. Spécialisée dans les disciplines de sprint sur piste, elle est notamment championne panaméricaine de la vitesse par équipes en 2016 et 2018. Depuis les championnats panaméricains de 2016, elle détient le record continental du sprint sur 500 mètres par équipes départ arrêté, avec Jessica Salazar, en 32 s 568.

## Palmarès

### Jeux olympiques
- Tokyo 2020
  - 6e de la vitesse par équipes
  - 23e du keirin
  - 17e de la vitesse individuelle

- Paris 2024
  - 5e de la vitesse par équipes

### Championnats du monde
- Hong Kong 2017
  - 9e de la vitesse par équipes (avec Jessica Salazar)[1] (éliminée en qualifications[2]).
  - 13e du keirin[3] (éliminée aux repêchages du premier tour[4]).
  - 18e du 500 mètres[5].
- Apeldoorn 2018
  - 14e du 500 mètres[6].
  - 31e de la vitesse individuelle[7] (éliminée en qualifications[8]).
- Pruszków 2019
  - 4e de la vitesse par équipes (avec Jessica Salazar et Daniela Gaxiola)[9] (éliminée au premier tour[10]).
  - 11e du 500 mètres[11].
- Ballerup 2024
  - 5e de la vitesse par équipes (avec Daniela Gaxiola et Jessica Salazar)[12].
  - 23e de la vitesse individuelle[13].

### Coupe des nations
- 2021
  - 2e du keirin à Cali
- 2023
  - 1re de la vitesse par équipes à Milton (avec Daniela Gaxiola et Jessica Salazar)
- 2024
  - 3e de la vitesse par équipes à Milton

### Championnats panaméricains
- 2015
  -  Championne panaméricaine de la vitesse juniors
  -  Médaillée d'argent de la vitesse par équipes juniors
  -  Médaillée d'argent du 500 mètres juniors
- 2016
  -  Championne panaméricaine de la vitesse par équipes (avec Jessica Salazar)
  -  Médaillée d'argent de la vitesse
- 2018
  -  Championne panaméricaine de la vitesse par équipes (avec Daniela Gaxiola)
  - Septième de la vitesse individuelle[14]
- Cochabamba 2019
  -  Médaillée d'argent de la vitesse par équipes
  - Septième de la vitesse individuelle[15]
- Lima 2021
  -  Médaillée d'or du keirin
  -  Médaillée d'argent de la vitesse individuelle
  -  Médaillée d'argent de la vitesse par équipes
- Lima 2022
  -  Médaillée d'argent de la vitesse par équipes
  -  Médaillée de bronze de la vitesse individuelle
- San Juan 2023
  -  Médaillée d'or de la vitesse par équipes (avec Daniela Gaxiola et Jessica Salazar)
  -  Médaillée de bronze de la vitesse individuelle
- Los Angeles 2024
  -  Médaillée d'or de la vitesse par équipes (avec Daniela Gaxiola et Jessica Salazar)
  - Cinquième du keirin[16]
  - Sixième de la vitesse individuelle[17]
- Asuncion 2025
  -  Médaillée d'argent du keirin

### Jeux panaméricains
- Lima 2019
  -  Médaillée de bronze du keirin
- Santiago 2023
  -  Médaillée d'or de la vitesse par équipes
  -  Médaillée d'argent de la vitesse individuelle

### Jeux d'Amérique centrale et des Caraïbes
- 2018
  -  Médaillée de bronze de la vitesse
- San Salvador 2023
  -  Médaillée d'or de la vitesse par équipes
  -  Médaillée de bronze du keirin
  -  Médaillée de bronze de la vitesse

### Championnats nationaux
- Championne du Mexique du keirin en 2019
- Championne du Mexique de vitesse par équipes en 2021